# 2834 Christy Carol
2834 Christy Carol је астероид главног астероидног појаса чија средња удаљеност од Сунца износи 2,541 астрономских јединица (АЈ).
Апсолутна магнитуда астероида је 12,0.